# Morten Helveg Petersen
Morten Helveg Petersen, né le 14 septembre 1966 à Copenhague, est un homme politique danois, membre du Parti social-libéral. Député au Folketing (parlement du Danemark) de 1998 à 2009, il est député européen de 2014 à 2024.

## Biographie
Morten Helveg Petersen est le fils de l'ancien ministre des affaires étrangères Niels Helveg Petersen, et le petit-fils de Kristen Helveg Petersen et Lilly Helveg Petersen, respectivement ancien ministre et ancienne maire de Copenhague. Il est également le frère de Rasmus Helveg Petersen, également engagé en politique au sein du Parti social-libéral.
Morten Helveg Petersen obtient son Master en économie à l'université de Copenhague en 1992. Il fait ensuite un stage à la commission européenne de 1992 à  1993, puis travaille à la confédération de l'industrie danoise de 1993 à 1998.
Il est élu député au Folketing sous la bannière du Parti social-libéral lors des élections législatives de 1998. Durant sa carrière parlementaire, il occupe plusieurs rôles de porte-parole de son groupe, notamment pour les questions de finances, de défense, de sécurité et de nouvelles technologies.
En 2007, dans le débat du droit des femmes à porter le voile islamique, Morten Helveg Petersen se positionne contre en rappelant qu'il existe également le port forcé du voile.
Membre de l'aile droite du Parti social-libéral, il conteste régulièrement la ligne de Margrethe Vestager à la tête du mouvement, critiquant notamment sa volonté d'intégrer un gouvernement dirigé par les sociaux-démocrates. Après sa réélection lors des élections législatives de 2007, il brigue la vice-présidence du groupe parlementaire du parti mais perd l'élection interne contre Morten Østergaard.
En août 2009, Morten Helveg Petersen quitte la vie politique et démissionne en cours de législature de son mandat au Folketing pour rejoindre le secteur des médias, et prendre la tête de Foreningen af Danske Interaktive Medier, une association regroupant des médias du numérique. L'organisation fusionne au sein de Danske Medier 2011, et il en devient vice-président.
En 2011, il signe une pétition demandant la libération de Maryam al-Khawaja, défenseuse des droits de l'homme emprisonnée au Bahreïn.
En mai 2013, il annonce son retour en politique en se déclarant candidat aux élections européennes de 2014. Il est investi comme tête de liste du Parti social-libéral en septembre, et quitte son poste à Danske Medier en décembre pour se concentrer sur la campagne. Lors du scrutin du 25 mai 2014, sa liste remporte 6,7 % des suffrages et un siège, lui permettant de devenir député européen. Après son élection, il siège au sein du groupe de l'alliance des démocrates et des libéraux pour l'Europe et de la commission de l'industrie, de la recherche et de l'énergie, dont il est le vice-président.
En juillet 2018, Karen Melchior, élue première suppléante du parti lors des élections de 2014, annonce briguer l'investiture comme tête de liste aux élections européennes de 2019, contre Morten Helveg Petersen. Il est malgré tout reconduit comme tête de liste. Lors du scrutin du 26 mai 2019, sa liste remporte 10,1 % des suffrages, lui permettant à lui et Melchior de remporter un siège. Après l'élection, il siège au sein du nouveau groupe Renew Europe, et conserve sa vice-présidence de la commission de l'industrie, de la recherche et de l'énergie. Durant le mandat, il est également rapporteur sur les questions liées à l'énergie éolienne en mer.
En juin 2023, il annonce qu'il ne se représentera pas aux élections européennes de 2024, et prendra alors sa retraite de la vie politique. Quelques mois après la fin de son mandat, il devient en octobre 2024 le président du conseil d'administration de Synergi (da), une organisation qui œuvre à promouvoir différentes initiatives en matière d’efficacité énergétique et de transition verte, en remplacement de l'ancien ministre Bendt Bendtsen.